# Ralph Rose
Ralph Waldo Rose (født 17. marts 1885, død 16. oktober 1913) var en amerikansk atlet, som deltog i tre olympiske lege i begyndelsen af 1900-tallet og der vandt flere medaljer.

## Idrætskarriere
Roses første OL-deltagelse var ved OL 1904 i St. Louis, hvor han som 19-årig stillede op i fire atletikdiscipliner. I hammerkast deltog udelukkende amerikanere, og her var John Flanagan storfavorit og forsvarende mester fra OL 1900. Flanagan kastede 51,23 m i første forsøg, hvilket var nok til guldet, mens John DeWitt med 50,26 fik sølv og Rose med 45,73 m bronze. I kuglestød var det Rose, der havde verdensrekorden, og han vandt da også denne konkurrence med et stød på 14,81 m, hvilket var en forbedring af verdensrekorden, mens Wesley Coe fik sølv med 14,40 m og Lawrence Feuerbach bronze med 13,37 m. Alle medaljetagerne var fra USA. Vægtkast blev hans dårligste disciplin, hvor han blev nummer seks. Hans sidste disciplin ved disse lege var diskoskast, hvor hans landsmand Martin Sheridan var svag favorit. Da alle deltagere havde kastet seks gange, stod Sheridan og Rose helt lige med 39,28 m, hvorpå de to måtte ud i omkamp i tre forsøg. Her var Sheridan bedst og vandt guld med 38,97 m, mens Roses bedste forsøg på 36,74 m sikrede ham andenpladsen, mens tredjepladsen gik til grækeren Nikolaos Georgantas, der kastede 37,68 m. Grundige historiske undersøgelser har mere end hundrede år senere sået tvivl om Sheridans amatørstatus, men resultatet står fortsat i OL-annalerne som angivet.
Efter OL og de følgende år skiftede verdensrekorden i kuglestød flere gange, men Rose generobrede rekorden i 1907.
Ved OL 1908 i London var Rose amerikansk flagbærer ved åbningsceremonien. Sportsligt var han igen tilmeldt en række kastediscipliner, men endte med kun af stille op i kuglestød. Her var han favorit med britiske Denis Horgan som en af de farligste konkurrenter. I kvalifikationsrunden stødte Rose 14,08 m, mens Horgan nåede ud på 13,33 m og amerikaneren Johnny Garrels 13,18 m. Disse tre gik videre til finalen, hvor Rose genvandt OL-guldet med 14,21 m, mens Horgan blev toer med 13,62 m og Garrels treer med 13,18 m. Ved legene deltog han desuden på det amerikanske hold i tovtrækning; holdet blev nummer fem og sidst blandt de hold, der stillede op.
I årene mellem OL i London og OL i Stockholm havde Rose øget sin vægt og muskelmasse, og han satte flere verdensrekorder, blandt andet to på samme dag i 1909 i henholdsvis kuglestød og hammerkast. Det var dog først senere samme år, at et af hans stød blev anerkendt som den første officielle verdensrekord i kuglestød.
Rose var igen med ved OL 1912 i Stockholm og deltog i fire discipliner. I kuglestød stødte han 15,25 m (olympisk rekord) i kvalifikationsrunden som bedste deltager, mens hans landsmand Pat McDonald stødte 14,78 m og endnu en amerikaner Larry Whitney også kom i finalen med 13,93 m. I finalen var McDonald bedst og forbedrede den olympiske rekord til 15,34 m, mens hverken Rose eller Whitney forbedrede sig i finalen og derfor fik sølv og bronze. Den følgende dag blev der afholdt endnu en kuglestødskonkurrence, hvor man kastede med begge hænder. Her havde Rose sat verdensrekord kort inden legene, og han klarede sig også til finalen med samlet 26,50 m, mens McDonald var bedst med 26,77 m og finnen Elmer Niklander næstbedst med 26,67 m. I finalen forbedrede alle tre deres resultater, idet Rose vandt guld med 27,70 m, McDonald sølv med 27,53 m og Niklander bronze med 27,14 m. Det var eneste gang, tohåndskuglestød var på det olympiske program. I sine to øvrige discipliner blev Rose nummer 11 i diskoskast og nummer 8 i hammerkast.
Han vandt fire amerikanske mesterskaber i kuglestød, to i diskoskast og et i spydkast.

## Øvrige karriere
Rose gik på University of Michigan og studerede senere jura i Chicago. 
Han døde dog som blot 28-årig i 1913 af tyfus.